# 切比尼亞

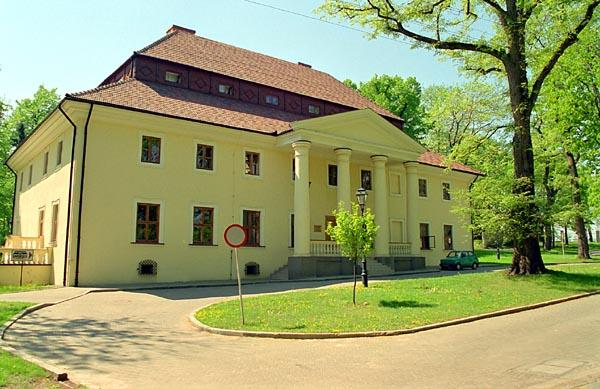

切比尼亞是波蘭的城鎮，位於該國南部，由小波蘭省負責管轄，面積31.3平方公里，2006年人口18,769。第二次世界大戰期間，納粹德國在該鎮設立集中營。

## 外部連結
- 19km From Auschwitz: The Story of Trzebinia （页面存档备份，存于） an online exhibition by Yad Vashem
- Jewish Community in Trzebinia （页面存档备份，存于） on Virtual Shtetl